# Scuola storico-critica di studi islamici
La Scuola storico-critica di studi islamici, o anche nota come Scuola revisionista di studi islamici, è un orientamento nell'ambito dell'Islamistica che analizza criticamente la relazione fra la posteriore tradizione musulmana relativa all'origine dell'Islam e le fonti storiche a disposizione degli storici.
Fino agli anni Settanta del Novecento gli studiosi non musulmani, sebbene non accettassero i presupposti teologici di un intervento divino nella formazione dell'Islam delle origini, tuttavia ritenevano affidabile la narrazione tradizionale musulmana, accettando come fatti storici ciò che era riportato dalle fonti primarie islamiche, vale a dire i tafsir (commentari del Corano), gli Ḥadīth (racconti relativi ai fatti e detti di Maometto) e le sira, cioè le prime biografie del profeta dell'Islam.
Gli studiosi "revisionisti" preferiscono un approccio di tipo critico a queste fonti letterarie, a cui accostano ulteriori verifiche derivate dall'archeologia, dalla numismatica, dall'epigrafia e dalla contemporanea letteratura non musulmana. Essi ritengono infatti di particolare importanza metodologie storiche basate su fonti materiali e sul "controllo incrociato" dei dati storici, mentre la tradizionale narrazione musulmana delle origini, scritta 150 - 200 anni dopo la supposta data della morte di Maometto, potrebbe essere stata oggetto di revisioni e manomissioni da parte dei loro autori o trasmettitori.
La scuola ha avuto origine negli anni 70 e comprende studiosi come John Wansbrough e i suoi allievi Andrew Rippin, Norman Calder, G. R. Hawting, Patricia Crone e Michael Cook, come pure Günter Lüling, Yehuda D. Nevo e Christoph Luxenberg. Non è un movimento monolitico nel senso che, sebbene i suoi proponenti condividano alcune premesse metodologiche, hanno spesso offerto ipotesi differenti relative alle prime conquiste arabe e al sorgere della religione islamica. Tale orientamento è talvolta in contrasto con gli storici "tradizionalisti", che invece accettano la narrazione tradizionale delle origini.